# 衿野未矢
衿野 未矢（えりの みや、1963年2月16日 - 2016年9月17日）は、ノンフィクションライター。本名：櫻井規枝（旧姓・吉井）。静岡県富士市出身。新潟県魚沼市に在住していた。

## 略歴
立命館大学産業社会学部を卒業後、秋田書店に入社。レディースコミックをはじめとしたマンガ雑誌編集を主に経験。漫画業界の裏側を赤裸々に語った「レディースコミックの女性学」（1993年）でライターに転身。当初はメディア論を手がけていたが、その後は主に女性のライフスタイルを論じた著書を多数執筆。その他、講演や漫画の原作を手掛けるなど、幅広い活躍をみせた。
夫は魚沼市小出郷文化会館館長の櫻井俊幸。2013年9月8日、『新婚さんいらっしゃい!』（朝日放送）に夫とともに新婚さんとして出演した。
2015年より、全身性強皮症で療養。『新潮45』2016年10月号に闘病記「私はいつまで生きればいいのかな」を掲載、これが絶筆となった。掲載誌発売当日である2016年9月17日午後10時14分、膠原病による全身性強皮症のため新潟県南魚沼市の病院で死去。53歳没。

## 著作
- 「レディース・コミックの女性学」（青弓社、1990）のち広済堂文庫
- 「28歳の幸せ術」（青弓社、1991）
- 「エッチ・ジャーナリズム」（リベルタ出版、1992）
- 「恋愛構造の方程式」（廣済堂出版、1992）
- 『再びのエースをねらえ! テニス少女が大人になった日』広済堂出版　1994
- 『会社にはナイショ! 心が晴れるW・W物語』ベストセラーズ　1995
- 『ねらった会社は逃さない 女子学生に贈る「会社の現実」から学ぶ就職活動』時事通信社 1995
- 「平成OL お局未満　オフィスのたたかう女たち」（ベネッセ、1996）
- 「ひとりになれない女たち　買い物依存、恋愛・電話にのめりこむ心理」ネスコ、1998　（文春文庫＋）
- 「あなた、がんばり過ぎてない！？」（講談社、1999）
- 「明日はアタシの風が吹く　ひとり時間見直し計画」（情報センター出版局、2002）
- 「依存症の女たち」講談社文庫、2003
- 「恋愛依存症の女たち」講談社、2003　「「男運の悪い」女たち」文庫
- 「依存症の男と女たち」講談社文庫、2004）
- 「いまの彼でホントにいいの？　あなたが引きずる『ダメ男』分別ノート」（河出書房新社、2004）「恋は強気な方が勝つ!」講談社文庫
- 『依存症占い 6つのキャラで幸せをつかむ!』平凡社、2005
- 『不安スパイラル いつかはきっと脱出できる』光文社 知恵の森文庫 2005
- 『暴れる系の女たち』講談社　2006
- 『依存症がとまらない』2006　講談社文庫
- 『「幸せな女」になれる眠り方 心も体も気持ちよく生きる』木村昌由美監修 2006　PHP文庫
- 『十年不倫』新潮社 2006　のち文庫
- 『男運を上げる15歳ヨリウエ男 悩める女の厄落とし』2007　講談社文庫
- 『「さん」の女、「ちゃん」の女』双葉社　2007
- 『悩んだ数だけ、幸せになれる。』2007 PHP文庫
- 『今日も飲み続けた私 プチ・アルコール依存症からの生還』2008 講談社+α新書
- 『十年不倫の男たち』2009 新潮文庫
- 『女は「依存」で、いやされる。』2009 PHP文庫
- 『ファンランへの招待 もっと楽しい走り方』2009　中公新書ラクレ
- 『また会いたいと思われる人になるコツ 「つながり力」はこうして高める』PHP研究所 2011
- 『「子供を産まない」という選択』講談社 2011
- 『セックスレスな女たち』祥伝社黄金文庫 2012
- 『"48歳、彼氏ナシ"私でも嫁に行けた! オトナ婚をつかみとる50の法則』文藝春秋 2014

## 漫画原作
- 「カーテン・コール」（原作・作画：三原陽子）
- 「やめるもんかっ！」（原作・作画：三原陽子）